# Matidia mas
Matidia mas är en spindelart som beskrevs av Christa L. Deeleman-Reinhold 200. Matidia mas ingår i släktet Matidia och familjen säckspindlar.
Artens utbredningsområde är Thailand. Inga underarter finns listade i Catalogue of Life.